# Lella Lombardi
Maria Grazia Lombardi (Frugarolo, Italia, 26 de marzo de 1941-Milán, 3 de marzo de 1992),  más conocida como Lella Lombardi, fue una piloto de automovilismo italiana, una de las cinco que han participado en Fórmula 1.
Disputó un total de 17 Grandes Premios, siendo su debut en el Gran Premio de Gran Bretaña de 1974. La obtención de un sexto lugar y 0,5 puntos en el Gran Premio de España de 1975 la convirtió en la única mujer en puntuar en una competencia oficial de la categoría.
Se identificó como lesbiana. Falleció poco antes de cumplir 51 años, víctima de un cáncer.

## Resultados

### Fórmula 1
(Clave) (negrita indica pole position) (cursiva indica vuelta rápida)

| Año     | Escudería                  | 1      | 2   | 3       | 4     | 5       | 6       | 7       | 8      | 9       | 10      | 11     | 12     | 13      | 14      | 15  | 16  | Pos. | Puntos |
| ------- | -------------------------- | ------ | --- | ------- | ----- | ------- | ------- | ------- | ------ | ------- | ------- | ------ | ------ | ------- | ------- | --- | --- | ---- | ------ |
| 1974    | Allied Polymer Group       | ARG    | BRA | RSA     | ESP   | BEL     | MON     | SWE     | NED    | FRA     | GBR DNQ | GER    | AUT    | CAN     | ITA     | USA |     | NC   | 0      |
| 1975    | March Engineering          | ARG    | BRA | RSA Ret | ESP 6 | MON DNQ | BEL Ret | SWE Ret | NED 14 | FRA 18  | GBR Ret | GER 7  | AUT 17 | ITA Ret |         |     |     | 21.º | 0.5    |
| 1975    | Frank Williams Racing Cars |        |     |         |       |         |         |         |        |         |         |        |        |         | USA DNS |     |     | 21.º | 0.5    |
| 1976    | Lavazza March              | BRA 14 | RSA | USW     | ESP   | BEL     | MON     | SWE     | FRA    |         |         |        |        |         |         |     |     | NC   | 0      |
| 1976    | RAM Racing with Lavazza    |        |     |         |       |         |         |         |        | GBR DNQ | GER DNQ | AUT 12 | NED    | ITA     | CAN     | USA | JPN | NC   | 0      |
| Fuente: |                            |        |     |         |       |         |         |         |        |         |         |        |        |         |         |     |     |      |        |